# HD 170657
HD 170657 (GJ 716 / HIP 90790 / SAO 161557) es una estrella en la constelación de Sagitario de magnitud aparente +6,82. Se encuentra a 43,1 años luz del sistema solar.
HD 170657 es una enana naranja de tipo espectral K2V muy parecida a la componente menos brillante del sistema Alfa Centauri.
Tiene una temperatura efectiva de 5156 K —5038 K según otro estudio— y brilla con una luminosidad que corresponde al 32 % de la luminosidad solar.
De menor tamaño que el Sol, su diámetro equivale al 76 % del diámetro solar.
Su masa es igual al 81 % de la que tiene el Sol y gira sobre sí misma con una velocidad de rotación proyectada de 4,5 km/s.
Su edad no se conoce con exactitud, estando comprendida en el amplio rango que va desde los 1.600 hasta los 6.100 millones de años.
Aunque el contenido metálico de HD 170657 es inferior al solar, no existe consenso respecto a la cuantía de dicha diferencia. 
Diversos estudios señalan su índice de metalicidad [Fe/H] entre -0,24 —que corresponde al 58 % del valor solar— y -0,15.
Otros elementos evaluados también presentan niveles inferiores a los solares, siendo el níquel el elemento que muestra un empobrecimiento más acusado ([Ni/H] = -0,22).